# 일리노이 인디애나 아이오와 리그
일리노이 인디애나 아이오와 리그(Illinois–Indiana–Iowa League)는 미국 일리노이주, 인디애나주, 아이오와주, 캔자스주, 미네소타주, 미주리주, 네브래스카주, 위스콘신주를 연고지로 하는 팀으로 구성되었던 마이너 리그 베이스볼 리그이다. 1901년에 리그 운영이 시작되어 1961년 시즌을 마지막으로 해체되었다. 스리 아이 리그(Three–I League 또는 Three–Eye League)라는 명칭으로도 불렸다.
1918년에는 제1차 세계 대전으로 인해, 1933년과 1934년에는 대공황으로 인해 리그 운영이 중단되었다. 1935년에 리그 운영이 재개되었다가 1936년에 잠시 문을 닫았지만, 다시 제2차 세계 대전 발발하기 전인 1937년부터 1942년까지 6년간 운영되었다. 1946년에 다시 리그가 재개되어 1961년까지 운영되었다. 리그 첫해인 1901년을 제외하고 계속 클래스 B 수준 리그로 진행되었다.

## 소속 구단
| 일리노이주 올턴 올턴 블루스, 1917년 위스콘신주 애플턴 폭스시티스 폭시스, 1959년~1961년 일리노이주 블루밍턴 블루밍턴 블루스, 1901년~1902년 블루밍턴 블루머스, 1903년~1910년, 1912년~1917년, 1919년~1929년, 1935년, 1938년~1939년 블루밍턴 컵스, 1930년~1931년 블루밍턴 벵갈스, 1937년 아이오와주 벌링턴 벌링턴 플린츠, 1952년~1953년 벌링턴 비스, 1954년~1961년 아이오와주 시더래피즈 시더래피즈 래빗츠, 1901년~1909년, 1920년~1921년 시더래피즈 레이더스, 1938년~1942년, 1957년 시더래피즈 인디언스, 1950년~1954년 시더래피즈 브레이브스, 1958년~1961년 아이오와주 클린턴 클린턴 인펀츠, 1907년~1908년 클린턴 아울스, 1937년~1938년 클린턴 자이언츠, 1939년~1941년 일리노이주 댄빌 댄빌 스피커스, 1910년~1914년 댄빌 베테랑스, 1922년~1932년 댄빌 다저스, 1946년~1950년 아이오와주 대븐포트 대븐포트 리버랫츠, 1901년~1904년 대븐포트 리버사이즈, 1905년 대븐포트 니커보커스, 1906년 대븐포트 프로디걸스, 1909년~1912년 대븐포트 블루삭스, 1913년~1916년 대븐포트 컵스, 1946년~1947년 대븐포트 파이리츠, 1948년~1949년 대븐포트 쿼즈, 1950년 대븐포트 타이거스, 1951년~1952년 대븐포트 대브삭스, 1957년~1958년 일리노이주 디케이터 디케이터 코모도스, 1901년~1909년, 1912년~1915년, 1922년~1932년, 1935년, 1937년~1942년, 1946년~1947년, 1950년 디케이터 노매즈, 1911년 디케이터 코미스, 1948년 디케이터 컵스, 1949년 |  | 아이오와주 디모인 디모인 데몬스, 1959년~1961년 아이오와주 더뷰크 더뷰크 섐록스, 1903년~1905년 더뷰크 덥스, 1906년~1910년, 1912년~1915년 더뷰크 허슬러스, 1911년 인디애나주 에번즈빌 에번즈빌 리버랫츠, 1901년~1902년 에번즈빌 에바스, 1919년~1923년 에번즈빌 리틀에바스, 1924년 에번즈빌 포켓티어스, 1925년 에번즈빌 허브스, 1926년~1931년 에번즈빌 비스, 1938년~1942년 에번즈빌 브레이브스, 1946년~1957년 인디애나주 포트웨인 포트웨인 치프스, 1935년 인디애나주 프리포트 프리포트 컴온스, 1915년 위스콘신주 그린베이 그림베이 블루제이스, 1958년~1959년 그린베이 다저스, 1960년 미주리주 해니벌 해니벌 뮬스, 1916년~1917년 일리노이주 졸리엣 졸리엣 스탠더즈, 1903년 아이오와주 키오쿡 키오쿡 커널스, 1952년~1957년 네브래스카주 링컨 링컨 치프스, 1959년~1961년 위스콘신주 매디슨 매디슨 블루스, 1940년~1942년 일리노이주 멀린 멀린 플로보이스, 1914년~1917년, 1919년~1923년, 1937년~1941년 일리노이주 피오리아 피오리아 디스틸러스, 1905년~1917년 피오리아 트랙터스, 1919년~1932년, 1935년 피오리아 레즈, 1937년 피오리아 치프스, 1953년~1957년 |  | 일리노이주 퀸시 퀸시 인펀츠, 1911년 퀸시 올드솔저스, 1912년 퀸시 젬스, 1913년~1917년, 1946년~1956년 퀸시 레드버즈, 1925년~1927년 퀸시 인디언스, 1928년~1932년 미네소타주 로체스터 로체스터 에이스, 1958년 일리노이주 록아일랜드 록아일랜드 아일랜더스, 1901년~1911년, 1916년~1917년, 1921년 일리노이주 록퍼드 록퍼드 레드삭스, 1901년~1904년 록퍼드 웨이크스, 1915년~1916년 록퍼드 록스, 1917년, 1919년~1923년 아이오와주 수시티 수시티 수스, 1959년~1960년 일리노이주 스프링필드 스프링필드 풋트래커스, 1903년 스프링필드 허슬러스, 1904년 스프링필드 세너터스, 1905년~1912년, 1925년~1932년, 1935년 스프링필드 워치메이커스, 1913년~1914년 스프링필드 브라운스, 1938년~1942년, 1946년~1949년 인디애나주 테레호테 테레호테 호텐토츠, 1901년~1902년 테레호테 브라운스, 1919년~1920년 테레호테 토츠, 1921년~1932년, 1935년, 1937년 테레호테 필리스, 1946년~1954년 테레호테 타이거스, 1955년~1956년 캔자스주 토피카 토피카 호크스, 1959년 토피카 레즈, 1960년~1961년 아이오와주 워털루 워털루 부스터스, 1910년~1911년 워털루 레드호크스, 1938년~1939년 워털루 호크스, 1940년~1942년, 1947년 워털루 화이트호크스, 1946년, 1948년~1956년 미네소타주 위노나 위노나 에이스, 1958년 |  |